# 김문학 (배우)
김문학(1980년 ~ )은 대한민국의 배우이다.

## 학력
- 서울예술대학 방송연예학과

## 출연작

### 드라마
- 《변혁의 사랑》 (2017년, tvN)
- 《내성적인 보스》 (2017년, tvN)
- 《또! 오해영》 (2016년, tvN)
- 《연애 말고 결혼》 (2014년, tvN)
- 《인생은 아름다워》 (2010년, SBS)
- 《추노》 (2010년, KBS2)
- 《바람 불어 좋은 날》 (2010년, KBS1)
- 《파리의 연인》 (2004년, SBS)

### 영화
- 《거미집》 (2023년) - 촬영기사 역
- 《보호자》 (2023년) - 보안팀장 역
- 《공모전》 (2019년, 단편, 감독)
- 《얼굴없는 보스》 (2019년) - 강 형사 역
- 《댄스댄스 배틀 : 콜라텍의 전설]]》 (2019년) - 도진 역
- 《신의 한 수: 귀수편》 (2019년) - 간고등어 역
- 《자전차왕 엄복동》 (2019년) - 일미상회선수 1 역
- 《인랑》 (2018년) - 오형진 감찰과장 역
- 《브이아이피》 (2017년) - 요원 8 역
- 《옥자》 (2017년) - 경찰 역
- 《석조저택 살인사건》 (2017년) - 법정경위 (목소리) 역
- 《밀정》 (2016년) - 몰살의열단 2 역
- 《4등》 (2016년) - 심 코치 역
- 《대배우》 (2016년) - 악마의 피 촬영팀 퍼스트 역
- 《우는 남자》 (2014년) - 애널리스트 역
- 《타워》 (2012년) - 소방관들 역
- 《가문의 영광 4 - 가문의 수난》 (2011년) - 직원 2 역
- 《조금만 더 가까이》 (2011년) - 남자 / 혜영 전애인  역
- 《의형제》 (2010년) - 형사  2 역
- 《그녀를 모르면 간첩》 (2004년) - 현민 역

### 연극
- 《싸이판》
- 《압구리 길다방》
- 《러브 애인 비어》